# Лукаш Будинський
Лукаш Будинський (чеськ. Lukáš Budínský, нар. 27 березня 1992, Чехія) — чеський футболіст, півзахисник клубу «Простейов» та національної збірної Чехії. Виступав також за низку чеських і закордонних клубів.

## Клубна кар'єра
У професійному футболі Лукаш Будинський дебютував 2011 року виступами за команду «Богеміанс 1905», в якій грав до 2014 року, взявши участь у 61 матчі чемпіонату. У 2014 році Будинський перейшов до складу клубу «Карвіна», в якому грав до 2019 року
З 2019 по 2021 року футболіст виступав у складі команди «Млада Болеслав», а в 2021 році перейшов до клубу «Банік». У 2022 році півзахисник удруге за кар'єру став гравцем клубу «Карвіна», в якому грав до 2024 року. У другій половині року футболіст грав у складі казахського клубу «Женіс». З початку 2025 року Лукаш Будинський грає на батьківщині у складі клубу «Простейов».

## Виступи за збірну
У 2020 році Лукаш Будинський провів свій єдиний матч у складі національної збірної Чехії.